# Тур де Франс 1908
Тур де Франс 1908 — 6-я супервеломногодневка по дорогам Франции. Люсьен Пети-Бретон защитил титул и стал первым двукратным победителем гонки.

## Маршрут
Гонка прошла по тому же маршруту, что и годом ранее; впервые после двух первых Туров.
| Этап | Дата      | Маршрут          | Рельеф    | Длина, км | Победитель                 | Лидер гонки                                  |
| ---- | --------- | ---------------- | --------- | --------- | -------------------------- | -------------------------------------------- |
| 1    | 13 июля   | Париж — Рубе     | Равнинный | 272       | Жорж Пассерьё (FRA)        | Жорж Пассерьё (FRA)                          |
| 2    | 15 июля   | Рубе — Мец       | Равнинный | 398       | Люсьен Пети-Бретон (FRA)   | Жорж Пассерьё (FRA) Люсьен Пети-Бретон (FRA) |
| 3    | 17 июля   | Мец — Бельфор    | Горный    | 259       | Франсуа Фабер (LUX)        | Люсьен Пети-Бретон (FRA)                     |
| 4    | 19 июля   | Бельфор — Лион   | Горный    | 309       | Франсуа Фабер (LUX)        | Люсьен Пети-Бретон (FRA)                     |
| 5    | 21 июля   | Лион — Гренобль  | Горный    | 311       | Жорж Пассерьё (FRA)        | Люсьен Пети-Бретон (FRA)                     |
| 6    | 23 июля   | Гренобль — Ницца | Горный    | 345       | Жан-Батист Дортиньяк (FRA) | Люсьен Пети-Бретон (FRA)                     |
| 7    | 25 июля   | Ницца — Ним      | Равнинный | 345       | Люсьен Пети-Бретон (FRA)   | Люсьен Пети-Бретон (FRA)                     |
| 8    | 27 июля   | Ним — Тулуза     | Равнинный | 303       | Франсуа Фабер (LUX)        | Люсьен Пети-Бретон (FRA)                     |
| 9    | 29 июля   | Тулуза — Байонна | Равнинный | 299       | Люсьен Пети-Бретон (FRA)   | Люсьен Пети-Бретон (FRA)                     |
| 10   | 31 июля   | Байонна — Бордо  | Равнинный | 269       | Жорж Полмье (FRA)          | Люсьен Пети-Бретон (FRA)                     |
| 11   | 2 августа | Бордо — Нант     | Равнинный | 391       | Люсьен Пети-Бретон (FRA)   | Люсьен Пети-Бретон (FRA)                     |
| 12   | 4 августа | Нант — Брест     | Равнинный | 321       | Франсуа Фабер (LUX)        | Люсьен Пети-Бретон (FRA)                     |
| 13   | 6 августа | Брест — Кан      | Равнинный | 415       | Жорж Пассерьё (FRA)        | Люсьен Пети-Бретон (FRA)                     |
| 14   | 9 августа | Кан — Париж      | Равнинный | 251       | Люсьен Пети-Бретон (FRA)   | Люсьен Пети-Бретон (FRA)                     |

## Ход гонки
На старт гонки заявились 162 гонщика, а вышли 114. Первый этап Париж — Рубе изобиловал проколами и завалами. Первые 2 этапа Жорж Пассерьё и Люсьен Пети-Бретон никого не пускали выше 3-го места. На 3-м этапе Пассерьё стал только 30-м и лишился реальных шансов на победу в общем зачёте. Днём ранее аналогичный провал пережил другой фаворит, люксембуржец Франсуа Фабер, финишировавший 49-м. Выигравший 5 этапов Пети-Бретон уверенно довёл гонку до итоговой второй победы подряд. Фабер, второй иностранный победитель этапов Тура после швейцарца Шарля Лесера на дебютной гонке, выиграл 4 этапа и поднялся на 2-ю позицию итогового подиум. Пассерьё с тремя этапными победами замкнул тройку призёров. Как и год назад, Гюстав Гарригу был признан лучшим горняком, хотя на этот раз он не выиграл ни одного этапа и в итоге стал 4-м из 36 финишировавших.

## Итоговый зачёт
|    | Гонщик                    | Спонсор        | Очки |
| -- | ------------------------- | -------------- | ---- |
| 1  | Люсьен Пети-Бретон (FRA)  | Peugeot–Wolber | 36   |
| 2  | Франсуа Фабер (LUX)       | Peugeot–Wolber | 68   |
| 3  | Жорж Пассерьё (FRA)       | Peugeot–Wolber | 75   |
| 4  | Гюстав Гарригу (FRA)      | Peugeot–Wolber | 91   |
| 5  | Луиджи Ганна (ITA)        | Alcyon–Dunlop  | 120  |
| 6  | Жорж Полмье (FRA)         | Peugeot–Wolber | 125  |
| 7  | Жорж Флери (FRA)          | Peugeot–Wolber | 134  |
| 8  | Анри Корне (FRA)          | Peugeot–Wolber | 142  |
| 9  | Марсель Годивье (FRA)     | Alcyon–Dunlop  | 153  |
| 10 | Джованни Россиньоли (ITA) | Bianchi        | 160  |